# Prapor
Prápor je zastava, na kateri so navadno izvezeni simboli, obšita pa je z zlato okrasno vrvico ali zlatimi resami. Predstavlja neko društvo oziroma organizacijo.
Nekdaj je prapor pomenil zastavo na splošno, poleg tega pa tudi manjšo vojaško enoto.
V cerkvi se kot prapor uporablja sorodna bandera.

## Zgodovina in uporaba
Prapori so v Evropi razširjeni od časov Rimskega imperija, kjer so bili v uporabi predvsem v vojski, vezeni prapori pa so razširjeni od srednjega veka, ko so se z njimi predstavljale plemiške družine.
Danes so vezeni prapori najbolj razširjeni v Nemčiji, kjer se z njimi predstavljajo lovska, strelska, gasilska, veteranska in druga društva.
Na območju Slovenije so vezeni prapori prisotni vsaj od časa avstro-ogrske monarhije. V Muzeju v Kobaridu tako razstavljajo originalni vezeni Avstro-ogrski prapor, ki se je ohranil še od časov prve svetovne vojne, ter popolno repliko, ki jo je že v samostojni Sloveniji izdelalo Vezenje Ercigoj. V posameznih gasilskih muzejih se najdejo tudi prapori iz leta 1906, ki so se ohranili do danes in pričajo o zgodovini gasilstva na slovenskem. Tako so v priznani delavnici Vidmar Andrej in Tina v Tacnu pri Ljubljani leta 2005 izvezli duplikat prvega prapora ljubljanskih gasilcev (1870-1930) in ga istega leta ponosno predstavili v Hannovru na mednarodnem gasilskem sejmu.
V Kraljevini Jugoslaviji so prapori postali pomembni simboli društev - v tem času so to bila predvsem gasilska in telovadna društva, ki so bila na našem območju zelo številna in dejavna.
Največji razcvet pa je vezeni prapor na Slovenskem dobil po drugi svetovni vojni, ko je praktično vsako društvo moralo imeti svoj prapor. Takrat se je tudi izoblikoval značilni slovenski vezeni prapor, ki je za razliko od nemškega kvadratnega prapora pravokotne oblike in manjših dimenzij.
Svoje simbole so v tistem obdobju na praporih razprostrli sindikati, lovska društva, upokojenska društva, prostovoljna gasilska društva, godbe in planinska društva, predvsem pa borčevska veteranska društva.
Ob osamosvojitvi Slovenije je izvezel Andrej Vidmar iz delavnice vezenje praporov Vidmar Andrej in Tina za slovensko vojsko prve prapore Teritorialne obrambe RS, katerih idejni avtor je major Janez Švajncer.
Danes v Sloveniji prapore razvijajo raznovrstna društva, občine, vojska in policija, pa tudi nekatera podjetja.

## Tehnike izdelave
Na slovenskem se je v povezavi s prapori razvila tudi posebna tehnika vezenja, tako imenovani verižni vbod. Drugje, predvsem v Nemčiji, se je razvijal predvsem ploščati vbod kot vezenje na roke, ter bouillon šivanje (bouillonstickerei). V Sloveniji pa je verižni vbod postal najpogostejša tehnika vezenja, uporabljena na praporih. Verižni vbod je ročno vodeno strojno vezenje (vezilja vodi blago ročno, vbodi pa se naredijo s strojem za vezenje, ki je na pogled podoben šivalnemu stroju). V primerjavi z gladkim vbodom je izgled vezenja bolj teksturiran in bogat.
Danes se ta tradicionalna tehnika vezenja umika popolnoma strojnemu vezenju (svoje korenine ima v serijski izdelavi vezenih našitkov), ki je sicer hitrejše, vendar tudi že na prvi pogled manj bogato. 
Sam prapor je izdelan dvostransko, torej se vsaka stran prapora izdela (izveze) posebej, prapor pa se nato sešije skupaj v celoto. Prav zaradi tega se prapor na koncu zaključi z zlato vrvico ali resami. Material, uporabljen za prapor, mora biti trpežen, saj društva prapor nosijo in uporabljajo tudi 50 let, in material mora zdržati vsa ta leta uporabe, ne da bi se izrabil ali zbledel.
K praporu sodi tudi dodatna oprema: drog s kovinsko (po navadi pozlačeno) konico, na katerega se doda pozlačene lipove listke, na katerih so vgravirani sponzorji in darovalci, vreče za shranjevanje prapora, spominski trakovi darovalcev in podobno.

## Motivika
Prapor praviloma nosi motiv, ki je tesno povezan z njegovim lastnikom. V srednjem veku so prapore opremljali predvsem z grbi plemiških družin. V Nemčiji so na praporih zelo razširjeni motivi cerkve ali kraja, v katerem ima društvo sedež, ter grbi društev in krajev. V Sloveniji je tradicionalno prva stran prapora opremljena s teksti, ki povedo, za katero društvo gre, ter z logotipom, ki predstavlja zvezo, ki ji društvo pripada (prostovoljna gasilska društva imajo na tej strani tako logotip Gasilske zveze Slovenije, lovske družine pa logotip Lovske zveze Slovenije). Druga stran prapora je v Slovenije po tradiciji namenjena osrednjemu motivu društva, ki ga obkrožajo vogalni motivi. Osrednji motiv je lahko svetnik zavetnik društva (npr. Sveti Florjan za prostovoljna gasilska društva), slika pokrajine ali kraja, vezena slika živali (npr. divjad, ki je značilna za lovišče, ki ga upravlja lovska družina) ali drugi motivi, s katerimi se poistoveti društvo.
Vogalni motivi so praviloma tihožitje stiliziranih rož, vejic in listov, ki so značilni za pokrajino, iz katere prihaja društvo. V Nemčiji so zelo razširjeni bogati baročni motivi, katerih namen je predvsem uokvirjanje osrednjega motiva.

## Uporaba
Ker je uporaba vezenih praporov prešla iz stroge vojaške in veksikološke plemiške v splošno uporabo v društvih in podjetjih, so se tudi njihova oblika, način izobešanja in način nošnje spremenili. Za prapor tako ne veljajo stroga veksikološka pravila oblikovanja (razen v primeru, da se kot prapor izdela državna ali občinska zastava, ali zastava vojske ali policije). Oblika prapora in način izobešanja sta stvar izbire vsakega posameznega društva, če nista pogojena s statutom zveze, kateri društvo pripada.
Prapor se najpogosteje uporablja pri svečanih dogodkih in za predstavitev društva. Prapore društva uporabljajo tudi na pogrebih in ob praznikih. Prvo razvitje prapora je za vsa društva poseben dogodek, ki ga spremlja tudi svečanost - prapor namreč pooseblja društvo.